# ميسكيتا
ميسكيتا هي بلدية في البرازيل، تتبع ريو دي جانيرو، بلغ عدد سكانها 168٬376  نسمة، في 2010، تبلغ مساحتها 39٫062 كيلومتر مربع، رمزها البريدي هو 26550-001 a 26599-999.

## الموقع
تشترك في الحدود مع:
- بلفورد روكسو.

## أعلام
- رودولفو دي ألميدا